# Stand Up and Scream
Stand Up and Scream (с англ. — «вставай и кричи») — дебютный студийный альбом британской металкор-группы Asking Alexandria, выпущенный 15 сентября 2009 года на лейбле Sumerian Records. Альбом дебютировал под номером 170 в американском чарте Billboard 200, под номером 29 в Top Independent albums и под номером 5 в Top Heatseekers. Всего с момента выхода было продано более 100.000 копий альбома по всему миру.

Название альбома происходит из припева песни «Final Episode (Let’s Change the Channel)»: 
just stand up and scream, the tainted clock is counting down
Шесть треков на альбоме являются перезаписанными демоверсиями, которые были выпущены ещё в 2008 году через официальную страницу группы в MySpace и через сайт PureVolume. По сравнению с демозаписями финальные версии треков потерпели заметные изменения.
Песня «Hey There Mr. Brooks» содержит много отсылок к фильму Кто вы, мистер Брукс? и была написана как своего рода дань уважения к фильму.

## Список композиций
| №                   | Название                                                                   | Длительность |
| ------------------- | -------------------------------------------------------------------------- | ------------ |
| 1.                  | «Alerion»                                                                  | 2:15         |
| 2.                  | «Final Episode (Let's Change the Channel)»                                 | 4:02         |
| 3.                  | «A Candlelit Dinner with Inamorta»                                         | 4:04         |
| 4.                  | «Nobody Don't Dance No More»                                               | 4:00         |
| 5.                  | «Hey There Mr. Brooks» (featuring Shawn Milke of Alesana)                  | 4:10         |
| 6.                  | «Hiatus»                                                                   | 1:45         |
| 7.                  | «If You Can't Ride Two Horses at Once... You Should Get Out of the Circus» | 3:46         |
| 8.                  | «A Single Moment of Sincerity»                                             | 3:51         |
| 9.                  | «Not the American Average»                                                 | 4:39         |
| 10.                 | «I Used to Have a Best Friend (But Then He Gave Me an STD)»                | 4:06         |
| 11.                 | «A Prophecy»                                                               | 3:34         |
| 12.                 | «I Was Once, Possibly, Maybe, Perhaps a Cowboy King»                       | 3:41         |
| 13.                 | «When Everyday's the Weekend»                                              | 4:23         |
| Общая длительность: | Общая длительность:                                                        | 48:16        |

## Участники записи
Asking Alexandria
- Дэнни Уорсноп — вокал, программирование
- Бен Брюс — соло-гитара, бэк-вокал, вокал в композициях 8 и 9, программирование
- Кэмерон Лидделл — ритм-гитара
- Сэм Бэттли — бас-гитара
- Джэймс Касселлс — ударные

Продюсеры
- Джои Стёрджис
- Nick Sampson
- Phill Mamula
- Ash Avildsen
- RED Distribution